# Abderrahmane Sayeh
Abderrahmane Sayeh (ur. 21 kwietnia 1992) – algierski zapaśnik walczący w stylu wolnym. Wicemistrz igrzysk afrykańskich w 2015. Złoty medalista mistrzostw Afryki w 2015 i brązowy w 2012. Brązowy medalista mistrzostw śródziemnomorskich w 2016. Wicemistrz Afryki juniorów w 2010 i 2011. Ósmy na igrzyskach wojskowych w 2015. Wicemistrz arabski w 2014 roku.